# 七龍珠超 超級英雄
《七龍珠超 超級英雄》由东映动画於2021年孫悟空的紀念日（5月9日）發布這部的动画电影版公開消息。
電影企劃在2018年《七龍珠超 布羅利》上映前便開始準備。漫畫《七龙珠》原作家鳥山明在這部作品中擔任人物設計、故事及腳本。亦是《七龍珠》系列第21部電影動畫與《龍珠超》的第2部電影動畫作品。由於受到迪士尼收購21世紀福斯的影響，20世紀影業（原二十世紀福斯）不再參與本作發行，故本作成為該系列自《龙珠Z 神与神》以來第一部由東映獨自發行的作品。
本片原定于2022年4月22日上映，但由于2022年3月6日东映动画株式会社雇员在某个被篡改的网站下载业务所需软件时，电脑被感染勒索病毒，随后内部网遭到「第三方入侵」，服务器和电脑的部分数据被勒索病毒加密，该社采取了停止部分内部系统和限制外部访问等安全措施，因此动画制作进度受到影响而延期至2022年6月11日上映；IMAX、4DX/MX4D、杜比影院版本則分別於2022年6月11日、6月25日、7月1日起上映。

## 故事情節
紅緞帶軍被孫悟空滅掉的30年後，雷德統帥的兒子瑪仙達欲重組紅緞帶軍來實現當時父親的野心，並矇騙了蓋洛博士的孫子海德博士來實現野心。
某天比克在修行時突然被襲擊，比克與襲擊者搏鬥時察覺到對方是人造人，但兩人實力相差極大，比克假裝被擊敗，然後尾隨對方來到紅緞帶軍新建的秘密基地，擊暈一名士兵後冒用對方的身份調查，發覺到襲擊他的人是海德博士創造的人造人伽瑪與紅緞帶軍的陰謀，比克得知他們打算誘孫悟飯與新的人造人展開對決後於是偷偷溜出來到神殿請天天引發潛力，能力不足的天天讓比克許願讓神龍許願來引出潛力，同時得知布瑪已經收集好龍珠，於是比克立即前往膠囊公司向龍珠許願，雖然比克亦請求布瑪聯絡維斯讓在比魯斯星修行的孫悟空和貝吉達回來，但布瑪亦無能為力，於是比克將計就計前往孫悟飯之女小芳的幼稚園，比克先前看不慣孫悟飯因工作冷落小芳，加上也對孫悟飯對危機意識不以為然的態度而不滿，於是與小芳合謀假裝被綁架而讓孫悟飯前去救她。
比克隨著一名士兵前往孫悟飯的家去威脅孫悟飯，孫悟飯得知女兒被「綁架」後前往紅緞帶軍基地與伽瑪一號搏鬥，比克則與先前襲擊他的伽瑪二號對決，而比克在搏鬥期間亦覺醒新形態「橙色比克」，同時察覺兩名伽瑪人造人與海德博士其實不是壞人，而是被紅緞帶軍矇騙利用，伽瑪2號看見瑪仙達的保鑣卡邁因對小芳開槍才察覺自己被騙，於是與雙方達成和解。此時布瑪也將18號、克林、孫悟天與特南克斯來支援。
大勢已去的瑪仙達打算去啟動由海德博士秘密開發的終極賽魯，同樣察覺自己被騙的海德博士原本打算阻止瑪仙達，但是不聽勸的瑪仙達卻對海德博士開槍，由於海德博士先前就改造過身體因此安然無恙，甚至還用自己的蜜蜂機器人毒殺了瑪仙達，瑪仙達死前啟動了終極賽魯，沒法阻止的海德博士立即通知孫悟飯等人，眾人皆不敵終極賽魯，伽瑪2號犧牲自己牽制住終極賽魯的行動並廢掉牠的手，此時比克讓孫悟飯蓄力攻擊終極賽魯的弱點頭部，孫悟飯見比克被終極賽魯牽制後亦覺醒新形態「野獸」。最終孫悟飯將終極賽魯擊敗，事後布瑪決定聘用海德博士與伽瑪1號，以防他們又被壞人利用。

## 配音員
| 角色              | 配音員     | 配音員 | 備註 |
| 角色              | 日本       | 臺灣   | 備註 |
| ----------------- | ---------- | ------ | --- |
| 孫悟飯            | 野澤雅子   | 錢欣郁 | 第一個賽亞人和地球人的混血兒，孫悟空的長子，孫悟天的哥哥，小潘的父親，自身擁有比孫悟空和貝吉達更高的潛力，少年期已經可以變成超級賽亞人第二階並消滅了完全體賽魯。但本性不愛戰鬥愛學習，現在為研究生，於本劇場版擔任第一配角因為危機來到被教父比克再度激發潛能，在跟賽魯Max戰鬥的時候覺醒了究極力量使出了魔貫光殺炮消滅賽魯Max。 |
| 孫悟空            | 野澤雅子   | 李景唐 | 龍珠正傳第一主角，純種賽亞人兼武痴一名，孫悟飯和孫悟天的父親，小潘的爺爺。於本劇場版屬於打醬油的角色，一直跟貝吉達和布羅利在比魯斯星球上修煉。 |
| 孫悟天            | 野澤雅子   |        | 孫悟空的次子，孫悟飯的弟弟，特南克斯的好友，能跟特南克斯使用融合術合體成超強戰士悟天克斯。但因為很久沒有熟練合體技，於本劇場版合體失敗變成肥版悟天克斯只能使用肉體去攻擊賽魯Max。 |
| 比克              | 古川登志夫 | 陳彥鈞 | 孫悟飯的教父兼保姆，一直定時去訓練悟飯維持正常戰鬥力去應付敵人，於本劇場版擔任第一主角，並使用龍珠加強自己的力量，得到了二段變身，於面對賽魯Max的戰鬥中發揮了一定的作用。 |
| 維黛兒            | 皆口裕子   | 石薇   | |
| 小潘              | 皆口裕子   | 林美秀 | 孫悟飯和維黛兒的女兒，孫悟空的孫女，撒旦先生的外孫女，由於基因全部都屬於賽亞人和地球人中最強的，所以一出生就擁有很強的潛力。於本劇場版是3歲能自己上幼稚園了，並在對抗賽魯Max中掌握了舞空術。 |
| 布瑪              | 久川綾     | 石薇   | 貝吉達的妻子，一直使用美食去吸引破壞神比魯斯不破壞地球之餘更作為孫悟空和貝吉達在比魯斯修煉的條件。 |
| 貝吉達            | 堀川亮     | 陳彥鈞 | 布瑪的丈夫，純種賽亞人兼純種賽亞人宿敵。於本劇場版屬於打醬油的角色，一直跟孫悟空和布羅利在比魯斯星球上修煉。 |
| 特南克斯          | 草尾毅     | 連婉鈞 | 貝吉達的兒子，孫悟天好友，能跟孫悟天使用融合術合體成超強戰士悟天克斯。但因為很久沒有熟練合體技，於本劇場版合體失敗變成肥版悟天克斯只能使用肉體去攻擊賽魯Max。 |
| 克林              | 田中真弓   | 錢欣郁 | 實質上是最強地球人，從事警察工作，妻子是人造人18號。雖然於本劇場版屬於打醬油的角色，但也有份對抗賽魯Max。 |
| 人造人18號        | 伊藤美紀   | 石薇   | 是赫德博士的爺爺蓋洛博士製造的人造人姐弟之一，弟弟為人造人17號，現在為克林的妻子，並育有一女兒瑪倫。雖然於本劇場版屬於打醬油的角色，但也有份對抗賽魯Max。 |
| 破壞神比魯斯      | 山寺宏一   | 陳彥鈞 | |
| 維斯              | 森田成一   | 何志威 | |
| 布羅利            | 島田敏     | 胡鎮璽 | |
| 琪萊              | 水樹奈奈   | 連婉鈞 | |
| 雷蒙              | 杉田智和   | 孫中台 | |
| 丹丹              | 平野綾     | 石薇   | |
| 凱里              | 魚建       | 陳彥鈞 | |
| 神龍              | 大友龍三郎 | 孫中台 | |
| 赫德博士          | 入野自由   | 胡鎮璽 | 蓋洛博士的孫子，可是極其痛恨爺爺的作風，是個超級英雄迷。因為沒有錢生活就偷了屍體製造了人造人而坐牢（詳見漫畫版章節），出獄之後被新任紅緞帶軍頭目瑪仙達邀請加入紅緞帶軍幫忙製造人造人，可是最後看透了其邪惡面目。賽魯Max被消滅後被布爾瑪邀請加入工作。                                                                          |
| 伽瑪1號           | 神谷浩史   | 宋昱璁 | 赫德博士制造的人造人，身穿紅色披風，個性沉着冷靜。被瑪仙達誤導以為龍珠戰士是邪惡戰士，後來發現真正的壞人是瑪仙達自己。 |
| 伽瑪2號           | 宫野真守   | 李世揚 | 赫德博士制造的人造人，身穿藍色披風，個性輕率。被瑪仙達誤導以為龍珠戰士是邪惡戰士，後來發現真正的壞人是瑪仙達自己。在與賽魯Max的戰爭中犧牲了。 |
| 瑪仙達            | 火山太田   | 吳文民 | 雷德總帥的孫子，紅緞帶軍新任頭目，打算借助赫德博士製造新人造人統治地球，但最後被其看透真面目而除掉，臨死一刻啟動了賽魯Max出來發動破壞。 |
| 卡邁因            | 竹內良太   | 夏治世 | 瑪仙達的司機，對瑪仙達絕對忠心，但因為後來使用槍企圖殺害小潘被伽瑪2號看透其卑劣的惡性。 |
| 賽魯Max(終極賽魯) | 若本規夫   | 夏治世 | 之前的賽魯從未來時空來到主時空吸收人造人17號和18號變成完全體但最後被孫悟飯消滅。現在的賽魯Max是單純的生化破壞者，也一樣被孫悟飯消滅。 |

## 製作人員
- 原作・腳本・人物設計：鳥山明
- 導演：兒玉徹郎
- 作畫監督：久保田誓
- 音樂：佐藤直紀
- 美術監督：須江信人
- 色彩設計：永井留美子
- CG監督：鄭載薰
- 執行製作人：伊能昭夫
- 製作人：林田師博
- 版權所有：BIRD STUDIO／集英社・東映動畫・「2022 七龍珠超」製作委員会

## 票房
| 上一届： 《捍衛戰士：獨行俠》 | 2022年日本週末票房冠軍 第24週 | 下一届： 《捍衛戰士：獨行俠》 |
| 上一届： 《子彈列車》         | 2022年美國週末票房冠軍 第33週 | 下一届： 《世紀婚魘》         |

## 相關作品

### 小說
小說版集英社共發行兩種版本，分別是單行本版（JUMP j BOOKS）的日下部匡俊、未來文庫版的小川彗
單行本
| 卷數 | 集英社        | 集英社                 |
| 卷數 | 發售日期      | ISBN                   |
| ---- | ------------- | ---------------------- |
| 全   | 2022年6月14日 | ISBN 978-4-08-703520-9 |

文庫版
| 卷數 | 集英社        | 集英社                 |
| 卷數 | 發售日期      | ISBN                   |
| ---- | ------------- | ---------------------- |
| 全   | 2022年6月14日 | ISBN 978-4-08-321721-0 |

## 外部連結
- 官方网站（日語）
- 七龍珠超 超級英雄的X（前Twitter）（日語）